# La scogliera dei misteri
La scogliera dei misteri (Jugée coupable) è una miniserie televisiva drammatica franco-belga composta da 6 puntate, trasmessa in Belgio su La Une dal 25 luglio all'8 agosto 2021, nella Svizzera romanda su RTS Deux dal 13 al 27 agosto 2021 e in Francia su France 3 dal 17 al 31 agosto 2021. È ideata e diretta da Franck Ollivier, prodotta da Épisode Productions, France 3, Be-Films, RTBF e RTS ed ha come protagonista Garance Thénault.
In Italia la miniserie è andata in onda su Rai 1 ogni martedì dal 12 al 26 aprile 2022 con due puntate in tre prime serate.

## Trama
Lola Brémond è una giovane donna di ventisei anni che vive a Bordeaux, viene chiamata in Bretagna per un colloquio di lavoro presso un hotel.

## Episodi
| Stagione       | Episodi | Prima TV | Prima TV | Prima TV | Prima TV |
| Stagione       | Episodi | Belgio   | Svizzera | Francia  | Italia   |
| -------------- | ------- | -------- | -------- | -------- | -------- |
| Prima stagione | 6       | 2021     | 2021     | 2021     | 2022     |

## Personaggi e interpreti

### Personaggi principali
- Lola Brémond / Manon Jouve, interpretata da Garance Thénault, doppiata da Valentina Mari.
- Mireille Jouve, interpretata da Gabrielle Lazure, doppiata da Barbara Berengo Gardin. È la mamma di Manon Jouve, ricoverata in una clinica per persone con problemi cognitivi.
- Jean-Michel Brémond, interpretato da Nicky Marbot. È lo zio di Lola.
- Clément Neuville, interpretato da Pierre-Yves Bon, doppiato da Manuel Meli. È il Capitano della Gendarmeria.
- Pierre Neuville, interpretato da Manuel Gélin. È il comandante della gendarmeria incaricato delle indagini nel 1995, padre di Clément Neuville.
- Michel Jourdan, interpretato da Vincent Winterhalter, doppiato da Paolo Marchese. È il tenente colonnello, capo della gendarmeria de La Trinité-sur-Mer.
- Virginie Martel, interpretata da Inès Melab, doppiata da Giorgia Venditti. È il tenente della gendarmeria.
- Georges Battaglia, interpretato da Jérôme Anger, doppiato da Pierluigi Astore. È il proprietario dell'hotel.
- Inès Leroux, interpretata da Élodie Frenck, doppiata da Elena Fiorenza. È la figlia di Georges Battaglia, direttore d'albergo e amica d'infanzia di Manon Jouve.
- Nicolas Leroux, interpretato da Xavier Lemaître. È il marito di Inès Leroux e direttore dell'hotel.
- Éric Battaglia, interpretato da Alexis Loret, doppiato da Vittorio Guerrieri. È un avvocato ed è il fratello di Inès.
- Tom Leroux, interpretato da Anthony Lequet. È il figlio di Nicolas e Inès Leroux ed è il nipote di Georges Battaglia.
- Milo Jaouen, interpretato da Vincent Jouan. È un ex tuttofare di Georges Battaglia.
- Gaëlle Jourdan, interpretata da Aurélie Vaneck, doppiata da Martina Felli. È la figlia di Michel Jourdan e proprietaria del Café du Port.
- Rémi Pérec, interpretato da Stéphane Grossi. È un ex fidanzato di Manon Jouve e all'epoca sospettato, scoperto morente da Lola.
- Bertrand Lafont, interpretato da Farouk Bermouga, doppiato da Alberto Angrisano. È un giornalista.
- Manuela Jourdan, interpretata da Odile Ernoult. È la madre di Gaëlle, morta un mese dopo Manon Jouve in un incidente stradale.

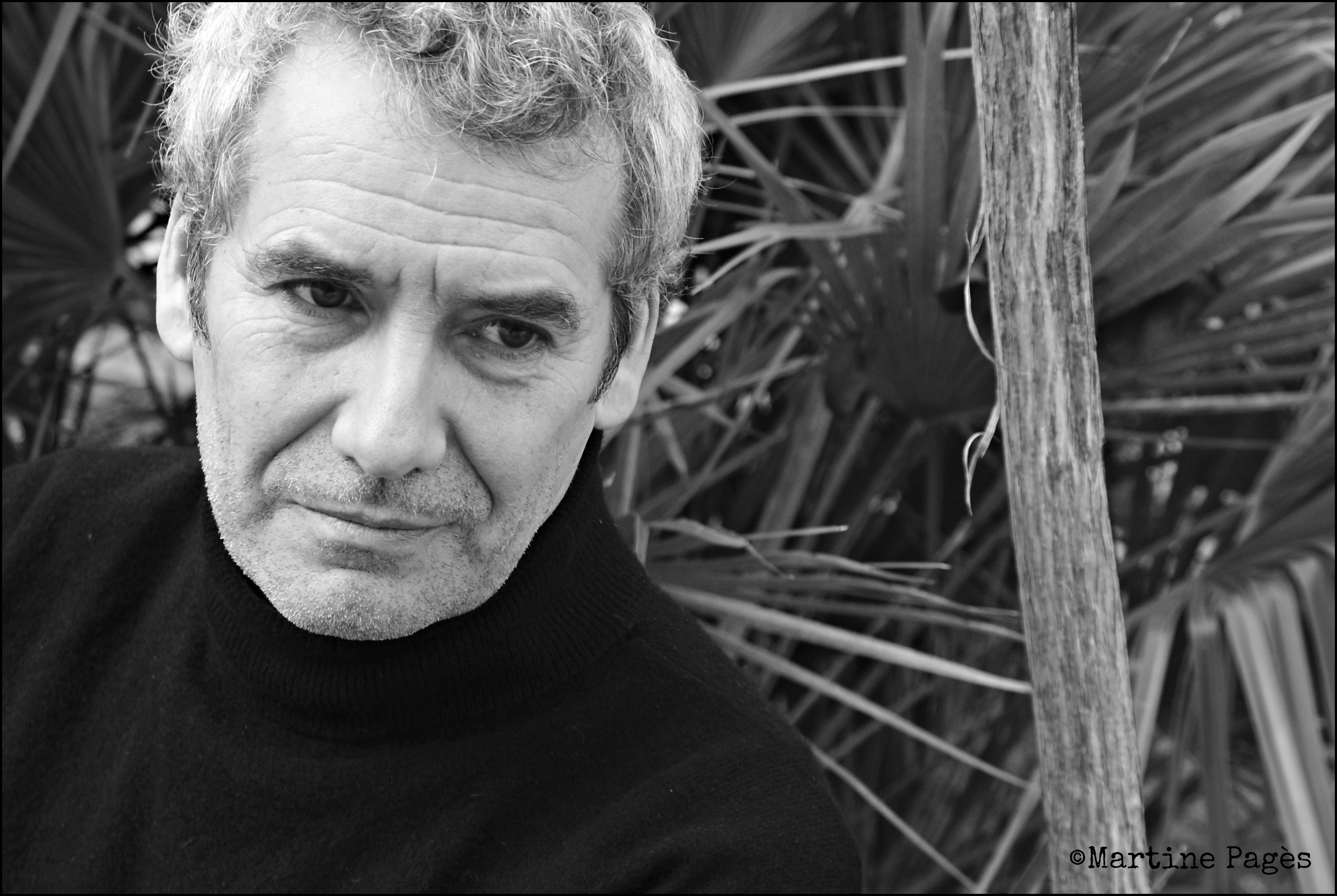
Manuel Gélin interpreta Pierre Neuville
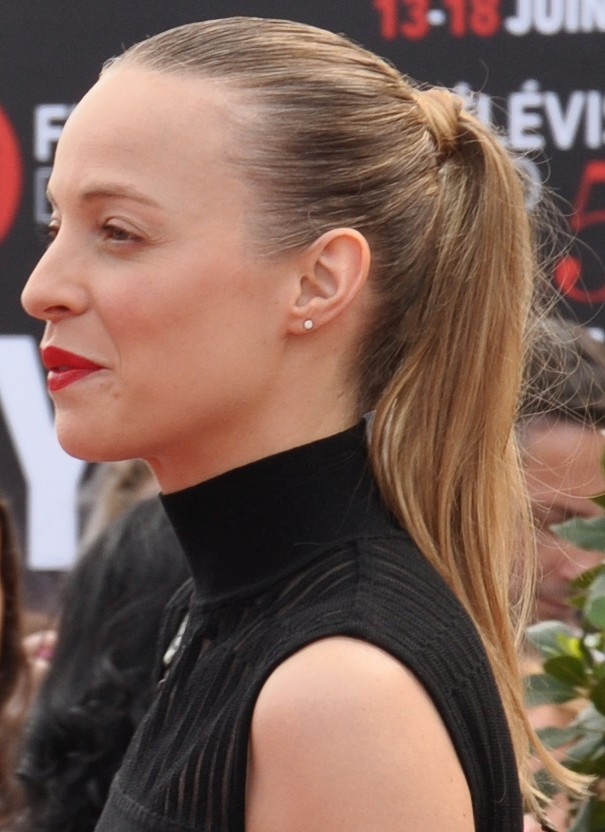
Élodie Frenck interpreta Inès Leroux
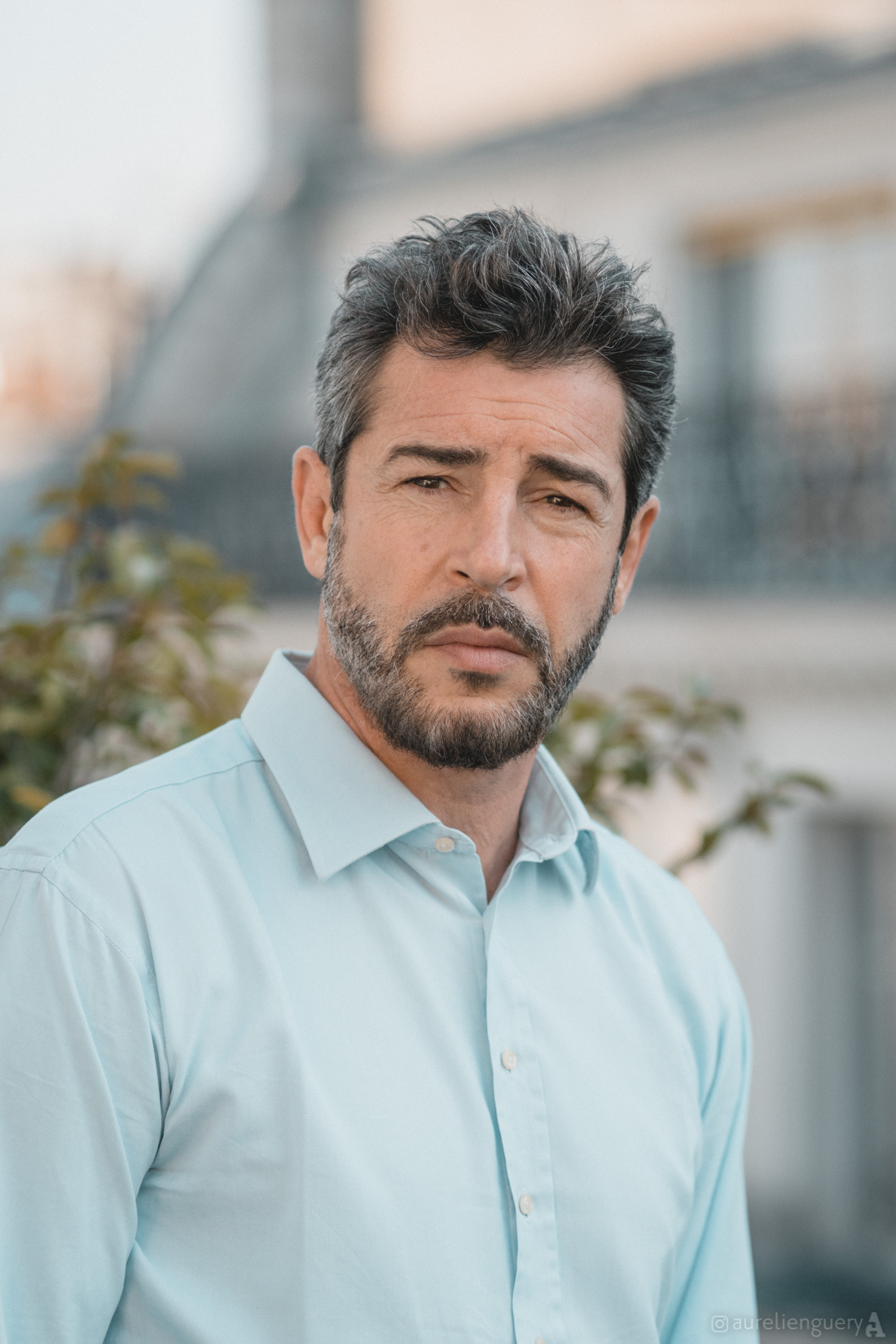
Xavier Lemaître interpreta Nicolas Leroux

### Personaggi secondari
- Figlio di Jacques Mesnil, interpretato da Aubry Houilliez. È il testimone dell'incidente d'auto di Manuela Jourdan l'11 novembre 1995.
- Medico legale, interpretata da Anne-Hélène Orvelin.
- Tecnico della scena del crimine (TSC), interpretato da Grégory Servant.
- Georges Battaglia da giovane, interpretato da Jérôme Thibault.
- Inès Leroux da giovane, interpretata da Nina Lopata.
- Eric Battaglia da giovane, interpretato da Damien Bellard.
- Michel Jourdan da giovane, interpretato da Raphaël Poli.
- Gaëlle Jourdan da giovane, interpretata da Flore Hergault.
- Milo Jaouen da giovane, interpretato da Alexandre Beurrier Dabusco.
- Bertrand Lafont da giovane, interpretato da Grégory Di Meglio. È un giovane giornalista.

## Distribuzione

### Belgio
In Belgio la miniserie composta da 6 puntate da 52 minuti ciascuna, è andata in onda ogni domenica su La Une dal 25 luglio all'8 agosto 2021 con due puntate in tre prime serate.

### Svizzera
In Svizzera romanda la miniserie composta da 6 puntate da 52 minuti ciascuna, è andata in onda ogni venerdì su RTS Deux dal 13 al 27 agosto 2021 con due puntate in tre prime serate.

### Francia
In Francia la miniserie  composta da 6 puntate da 52 minuti ciascuna, è andata in onda ogni martedì su France 3 dal 17 al 31 agosto 2021 con due puntate in tre prime serate.

### Italia
In Italia la miniserie anch'essa composta da 6 puntate da 52 minuti ciascuna, è andata in onda su Rai 1 ogni martedì dal 12 al 26 aprile 2022 con due puntate in tre prime serate.

## Produzione

### Sviluppo
Dopo la deprogrammazione di Mongeville e del Commissario Magellan, France 3 ha dovuto trasmettere una nuova serie poliziesca, in coproduzione con RTBF, il canale propone ora La scogliera dei misteri (Jugée coupable), un thriller in sei episodi da 52 minuti.
La sceneggiatura è opera di Franck Ollivier che Ama i personaggi femminili in cerca di identità e storie forti intorno alla vendetta: È iniziata nel 2003 con le saghe estive Zodiaque e Le Maître du Zodiaque. Ha poi lasciato il segno sull'adattamento della famosa serie New York, section criminelle en Paris, enquêtes criminelles con Vincent Perez. Da allora ha immaginato, tra l'altro La mia vendetta (La Vengeance aux yeux clairs), Olivia - Forte come la verità (Olivia) e Leo Mattei - Unità Speciale (Léo Matteï, Brigade des mineurs).
La produzione è affidata a Grégory Ecale, originario di Saint-Maixent-l'École nel dipartimento Deux-Sèvres, regista che ha già firmato episodi di Commissaire Magellan e Camping Paradis oltre al film per la televisione Le Prix de la loyalty: France 3 e Épisodes Productions mi hanno affidato la produzione di questo progetto scritto da Franck Ollivier. Visto il riscontro positivo, decisero di farne una serie estiva: volevano riconnettersi con il genere e si dicevano che era il momento giusto.
Avevo scritto questa serie per le riprese a La Rochelle, sull'Isola di Ré e sulla Costa Atlantica, ma volevo girarla in Bretagna, spiega a Ouest-France il regista, Grégory Ecale. C'è un'atmosfera di polizia lì. Qui ci sono dei bei grigi, dei tramonti pazzi. Mi piace molto l'Isola di Ré, ma sembra più adatta a una commedia per famiglie che a un thriller. Alla fine, abbiamo preferito l'atmosfera della Bretagna, che si presta maggiormente ai thriller.

### Casting
È stata proposta una lista di attori a France 3, che non mi ha imposto nulla, ed è stato creato un cast in base ai miei gusti, alle mie convinzioni e al talento degli attori, afferma il regista Grégory Écale.
Nei titoli di coda troviamo le figure familiari di quello che è diventato un genere a sé stante, la serie drammatica poliziesca di France 3, come Jérôme Anger e Vincent Winterhalter. Garance Thénault, che abbiamo già visto in diversi Meurtres à, incarna l'eroina principale.
Il cast comprende anche Pierre-Yves Bon (Meurtres dans le Jura, La Garçonne), Élodie Frenck dalla serie Little Murders by Agatha Christie (Les Petits Meurtres d'Agatha Christie), Alexis Loret, Farouk Bermouga (alias Victor Brunet in Demain nous appartient), Aurélie Vaneck (alias Ninon Chaumette in Plus belle la vie), Xavier Lemaître (Lupin), Gabrielle Lazure (Un si grand soleil), Vincent Jouan e Manuel Gélin (Under the sun).

### Riprese
Le riprese si sono svolte dal 21 settembre all'11 dicembre 2020 a Morbihan (a Vannes, Quiberon, La Trinité-sur-Mer, Carnac, Auray, Theix-Noyalo, Arradon, Port-Louis, Port Haliguen, Hennebont), con il sostegno della Regione Bretagna e la partecipazione di tecnici, attori e comparse bretoni.
Alcune scene sono girate nel municipio di La Trinité-sur-Mer trasformato in gendarmeria, all'Hôtel de Limur, un palazzo privato del XVII secolo situato a Vannes, e davanti alla vecchia farmacia di Hennebont. Per quanto riguarda le scene che si svolgono all'hotel Roches Blanches, sono state girate nella Loira Atlantica all'hotel Domaine de la Bretesche a Missillac. La miniserie è stata trasmessa in televisione nell'estate del 2021 dopo undici mesi di intenso lavoro tra preparativi, riprese, post-produzione.

## Accoglienza

### Critica
Per VL-Media, «Grégory Ecale firma una produzione vivace, scandita dalle scoperte di Lola sul suo passato. La grande scoperta della serie resta Garance Thénault, che finalmente ritroviamo in un importante ruolo principale in una serie. La sua recitazione raffinata e naturale (così naturale da dare la sensazione di essere e di non recitare) le permette di portare letteralmente la serie e di imporsi in una distribuzione comunque portata da attori che non hanno più niente da dimostrare. È certo che ci sarà un prima e un dopo per l'attrice perfettamente credibile come eroina della serie». 
Per Télé Z «sebbene Jugée coupable non sia esente dai pochi difetti delle grandi saghe estive, l'inizio suggerisce una serie elegante, potenziata da un'ambientazione sontuosa e da un'eroina principale irreprensibile».
Per Émilien Hofman, editorialista del settimanale belga Moustique, «Jugée coupable ha alcuni ingredienti convincenti, ovvero la trama, il filo narrativo intessuto tra passato e presente e l'ambientazione aspra della vicenda, vicino a Vannes, nel Morbihan».